# Северная звезда (линейный корабль, 1735)
«Северная звезда» — парусный линейный корабль Балтийского флота Российской империи, один из кораблей типа «Пётр Второй», участник русско-шведской войны 1741—1743 годов.

## Описание судна
Представитель серии парусных 54-пушечных линейных кораблей типа «Пётр Второй», строившихся с 1724 по 1768 год на верфях Архангельска и Санкт-Петербурга. Всего в рамках серии было построено девятнадцать линейных кораблей.
Длина корабля по сведениям из различных источников составляла 43,46—43,6 метра, ширина от 11,6 до 11,7 метра, а осадка от 5,1 до 5,8 метра. Вооружение судна составляли 54 орудия, включавшие восемнадцати-, восьми- и четырёхфунтовые пушки, а экипаж состоял из 440 человек.
Был одним из трёх парусных кораблей Российского флота, носившим такое наименование. Также в составе Балтийского флота нёс службу одноимённый линейный корабль 1807 годов постройки, а на Казанской верфи для комплектования того же флота в 1703 году был построен одноимённый шмак, который так и не удалось провести в Балтийское море.

## История службы
Линейный корабль «Северная Звезда» был заложен на Соломбальской верфи 22 июля (2 августа) 1734 года и после спуска на воду 22 июля (2 августа) 1735 года вошёл в состав Балтийского флота России. Строительство вёл корабельный мастер в ранге капитан-командора Ричард Козенц. В августе того же года корабль был подготовлен для перехода в Балтийское море, однако в связи с началом осенних штормов вынужден был остаться на зимовку в Архангельске.
С июля по сентябрь 1736 года во главе отряда из четырёх судов под общим командованием капитана полковничьего ранга Джорджа Паддона совершил переход из Архангельска в Кронштадт. В 1737 году принимал участие в практическом плавании эскадры кораблей Балтийского флота в Финском заливе в районе Красной Горки, а в 1740 году — в практическом плавании до Ревеля.
Принимал участие в русско-шведской войне 1741—1743 годов. С июня по август 1741 года находился в составе эскадры, стоявшей на Кронштадтском рейде. С июня по сентябрь следующего 1742 года выходил в крейсерские плавания в Финский залив в составе эскадры под командованием вице-адмирала З. Д. Мишукова, однако в активных боевых действиях участия не принимал. 30 апреля (11 мая) 1743 года корабль в составе эскадры контр-адмирала Я. С. Барша ушёл из Ревеля в крейсерское плавание в Финский залив. 6 (17) июня эскадрой у Гангута был обнаружен неприятельский флот и корабль был отправлен в погоню за отделившемся от него фрегатом, однако фрегат догнать не удалось и «Северная Звезда» вернулся в состав эскадры. С 7 (18) по 8 (19) июня принял участие в перестрелках с неприятельским флотом у Гангута с целью прикрытия перехода гребного флота. После этого до 20 (31) октября продолжил участие в крейсерском плавании.
В 1744 году принимал участие в практическом плавании эскадры кораблей Балтийского флота в Финском заливе у Красной Горки, в 1746 году — в практическом плавании в Балтийском море до Рогервика, и в 1748 году также принимал участие в практическом плавании.
Корабль «Северная Звезда» был разобран Кронштадте в 1749 году.

## Командиры корабля
Командирами линейного корабля «Северная Звезда» в составе Российского императорского флота в разное время служили:
- капитан полковничьего ранга Д. Паддон (1735—1737 годы)[комм. 5][12];
- капитан полковничьего ранга Т. Стокс (1740 год)[комм. 6][13];
- капитан полковничьего ранга Я. Опий (1741 год)[14];
- лейтенант майорского ранга Ф. Лавров (1742 год)[15];
- капитан полковничьего ранга А. В. Дмитриев-Мамонов (1743 год)[16];
- лейтенант майорского ранга П. Чихачев (1743 год)[17];
- лейтенант майорского ранга П. Прончищев (1744 и 1746 годы)[18];
- лейтенант майорского ранга И. Спешнев (1748 год)[19].

### Комментарии
1. ↑  Также в серию входили линейные корабли «Пётр Второй» (головной корабль проекта), «Выборг», «Новая Надежда», «Азов», «Астрахань», «Святой Андрей», «Кронштадт», «Святой Пантелеймон», «Святой Исаакий», «Святой Николай», «Шлиссельбург», «Азия», два корабля «Нептунус» 1736 и 1758 годов постройки, два корабля «Город Архангельск» 1735 и 1761 годов постройки и два корабля «Варахаил» 1749 и 1752 годов постройки.
2. ↑  143 фута.
3. ↑  38 футов.
4. ↑  16 футов 7 дюймов.
5. ↑  Англичанин на русской службе, сын шаутбенахта Джорджа Паддона, в российских документах также именовался Георгем Георгиевичем.
6. ↑  Настоящее имя Thom Stokes, в русской транслитерации также использовалось имя Штокс.